# Orkopf

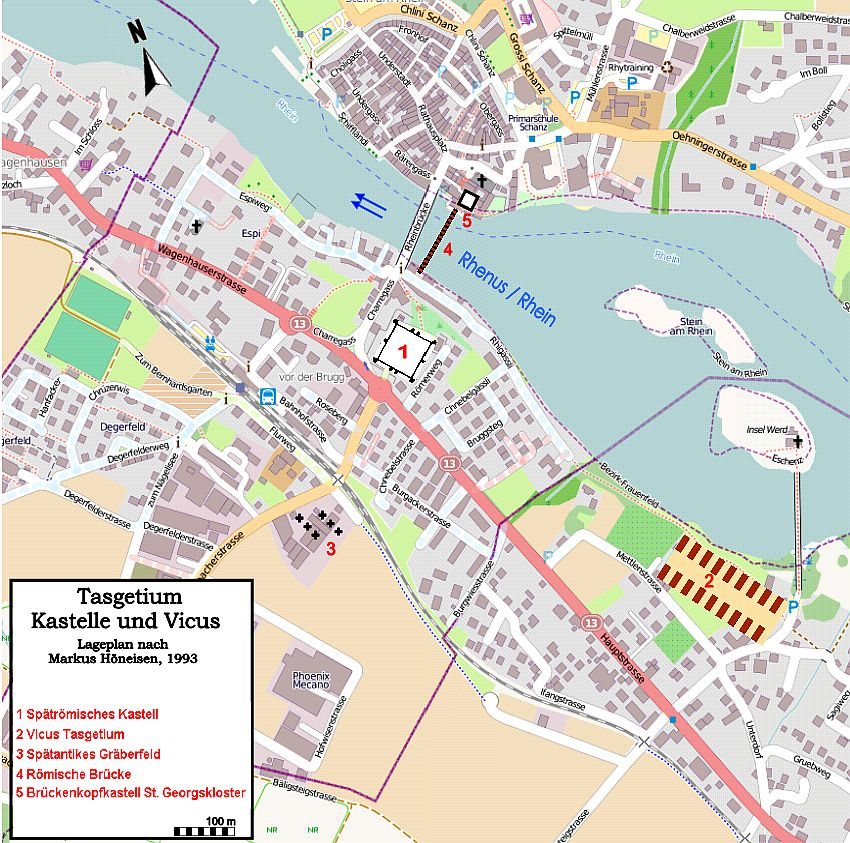
Die Enge bei Eschenz

Der Orkopf ist eine Untiefe in der Nähe der Stiegener Enge, am Ausfluss des Rheins aus dem Bodensee.

## Geografie
Der Bodensee verengt sich an dieser Stelle zu einem System aus Rinnen und Bänken aus Seekreide und Kies, bevor er in den Rhein übergeht. Der Orkopf ist eine von Seekreide umgebene Erhebung aus Beckenton, der sich in der letzten Eiszeit abgelagert hat. Im Umfeld liegen Hügelzüge aus dem Miozän, die bis zu 350 m hoch sind. Einige Bäche bildeten Bachschuttkegel in den Rhein, auf denen viele historische und prähistorische Siedlungen liegen.

## Archäologie
Im Bereich der Untiefe wurden durch Luftbilder und Taucherbeobachtungen Pfahlsetzungen festgestellt, die auf einen niedrigeren Wasserstand während der Stein- und Bronzezeit weisen. Die zwischen den Orten Öhningen in Baden-Württemberg und Eschenz in der Schweiz entdeckte Fundstelle lässt sich mit den prähistorischen Siedlungen auf der Insel Werd bei Stein am Rhein in der Schweiz vergleichen.
Von 2007 bis 2019 wurden die Pfahlfelder von den beiden Fachstellen für Archäologie im Thurgau sowie von Baden-Württemberg untersucht. Die Funde sowie dendrochronologische und 14C-Datierungen lassen erkennen, dass der Platz im Jung- und im Endneolithikum (3900 v. Chr. bis 3100 v. Chr.), in der frühen Bronze- und wahrscheinlich auch in der Römerzeit genutzt wurde. Ein Steinanker, ein steinerner Netzsenker, ein Ruderblatt und der eiserne Beschlag eines Bootshakens weisen auf intensive fischereiwirtschaftliche Nutzung von der Steinzeit bis in die frühgeschichtliche Zeit.
Die Untersuchungen erfolgten im Rahmen der Kartierung von Pfahlbausiedlungen, die zur Aufnahme in die UNESCO-Welterbeliste erforderlich ist. 2008 wurde das Denkmal in das Interreg IV-Projekt „Ufererosion und Denkmalschutz: Entwicklung von Handlungsoptionen zur Bewahrung des Kulturerbes in der Flachwasserzone des Bodensees und des Zürichsees“ aufgenommen.